# Północna Obwodnica
Obwodnica Północna – system leśnych ścieżek w  Liptowskich Kopach w słowackich Tatrach Wysokich. Wykonane zostały ponad 100 lat temu. Ścieżka zaczyna się w Dolinie Szpaniej, trawersuje Rakitowy Żleb i Rycerowy Żleb, prowadzi przez Małe Rycerowe i wychodzi na małej polance na dnie Dolinie Cichej Liptowskiej. Ścieżka wykonana została dla potrzeb myśliwych. Nie prowadzi na szczyty, ani przełęcze, głównie trawersuje zbocza i przecina żleby. Przebieg ścieżki opisuje Władysław Cywiński w 11 tomie przewodnika Tatry. Szpiglasowy Wierch. Od 1949 r. cały rejon Kop Liptowskich stanowi obszar ochrony ścisłej TANAP-u z zakazem wstępu – ale nie dla myśliwych, świadczą o tym nadal istniejące i remontowane ambony i domki myśliwskie. 